# Бельпассо
Бельпассо (итал.  Bellpasso/Belpassu или Malpassu in siciliano)) — коммуна в Италии, с 28 084 жителями, располагается в регионе Сицилия, подчиняется административному центру Катания.
Это девятая самая густонаселённая коммуна столичного города Катании и имеет обширные территории (от вершины Этны до границ провинции Сиракузы). Внутри большой территории страны простирается очень большая промышленная зона, в которой находится пятый, по величине, торговый центр Италии, Этнаполис, и самый большой аквапарк на юге Италии, Этналенд.
Жителей называют белпасси (мальпассоти по-сицилийски).

## История
Первое упоминание о земле, с именем Санта-Мария-дель-Пассо датируется 1305 годом. Следующее географическое название Мальпассо (Малупассу) вытекает из особенности района: шаг означает, что это зона с частым переходом, в то время как mal — опасное и неудобное место (от латинского malus) или, что более вероятно, присутствие яблонь (от malum) или, согласно некоторым версиям, производство мёда.
Покровительницей коммуны почитается святая Лючия, празднование 13 декабря.

## Известные уроженцы
- Нино Мартольо — итальянский поэт, драматург, сценарист и режиссёр театра и кино.